# Culebra
Culebra, offiziell Isla (de) Culebra, ist eine zu Puerto Rico gehörende Insel der Spanischen Jungferninseln im Karibischen Meer.

## Geographie
Culebra liegt rund 27 Kilometer östlich der Hauptinsel Puerto Rico. Etwa 19 Kilometer östlich liegt die zu den Amerikanischen Jungferninseln gehörende Insel Saint Thomas.
Culebra ist von unregelmäßiger Form mit einer sich weit in Richtung Norden erstreckenden Landzunge und der sich tief einschneidenden Bucht Ensenada Hondo im Süden. Bei einer Länge von etwa elf Kilometern und einer maximalen Breite von acht Kilometern hat die Insel eine Fläche von gut 30 km².
Die höchste Erhebung beträgt 198 Meter über dem Meer, im Monte Resaca im Norden der Insel. Der Cerro Balcór im Nordosten erreicht 168 Meter.

## Verwaltung
Zusammen mit über 25 umliegenden und deutlich kleineren Inseln und Felsen bildet Culebra die gleichnamige Gemeinde Culebra, eine der 78 eigenständigen Gemeinden Puerto Ricos.

## Verkehr und Tourismus

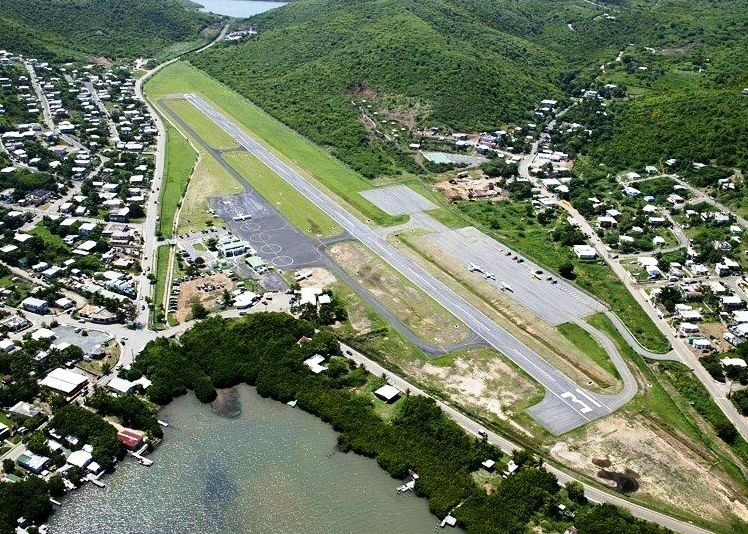
Culebras Flugplatz

Culebra besitzt einen kleinen Flughafen mit regelmäßigen Flügen nach Puerto Rico und zu den bedeutenderen Nachbarinseln.
Ferner ist die Insel mit regelmäßigen Fährverbindungen zu erreichen. Vom Festland verkehren täglich drei Schiffe; zusätzlich werden in unregelmäßigen Abständen auch Autofähren eingesetzt.

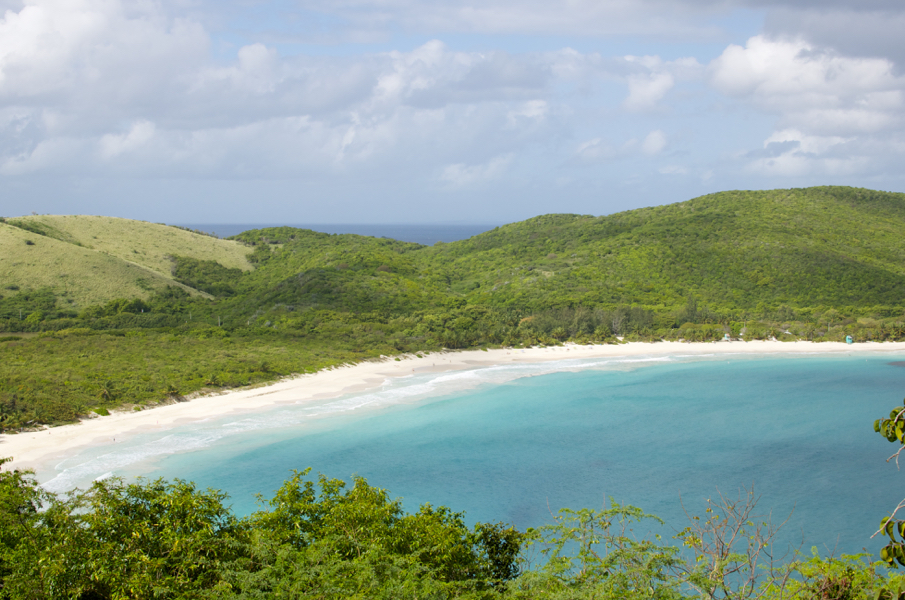
Flamenco Beach

Aufgrund der Natur und einiger sehr schöner Strände ist die Insel besonders bei Puerto Ricanern und US-Bürgern ein beliebter Ferienort. Flamenco Beach, einer der Hauptstrände der Insel, wird bisweilen zu den zehn schönsten Sandstränden der Karibik gezählt. Er wurde 2015 von der Touristikwebseite Tripadvisor als der achtschönste Strand der Welt ausgezeichnet.